# Alessandro Filonardi
Alessandro Filonardi (Bauco, 1578 – Aquino, 21 gennaio 1645) è stato un vescovo cattolico italiano.

## Biografia
Alessandro nacque a Bauco (attuale Boville Ernica) nel 1578, i suoi genitori furono Scipione e Brigida Ambrosi, nobildonna di Anagni.
Fu fratello del cardinale Filippo Filonardi, di Paolo Emilio Filonardi, arcivescovo di Amalfi, e di Mario Filonardi e cugino di Ennio Filonardi, vescovo di Ferentino.
Studio nella Compagnia di Gesù presso l'Apollinare, si laureò in utroque iure.
Il 18 maggio 1615 fu nominato vescovo di Aquino, per rinuncia di suo fratello il cardinale Filippo, essendo questi promosso al cardinalato nel 1611, ottenendo dal papa Paolo V di cedere la diocesi al fratello Alessandro.
Governò la diocesi per circa 30 anni.
Si racconta che votasse per la canonizzazione di sant'Andrea Corsini.
Morì il 21 gennaio 1645; fu sepolto nella cattedrale di Aquino.

## Genealogia episcopale
La genealogia episcopale è:
- Cardinale Guillaume d'Estouteville, O.S.B.Clun.
- Papa Sisto IV
- Papa Giulio II
- Cardinale Raffaele Riario
- Papa Leone X
- Papa Clemente VII
- Cardinale Antonio Sanseverino, O.S.Io.Hieros.
- Cardinale Giovanni Michele Saraceni
- Papa Pio V
- Cardinale Innico d'Avalos d'Aragona, O.S.Iacobi
- Cardinale Scipione Gonzaga
- Patriarca Fabio Biondi
- Cardinale Michelangelo Tonti
- Cardinale Filippo Filonardi
- Vescovo Alessandro Filonardi